# Hajr Dżamus Kabir
Hajr Dżamus Kabir (arab. حير جاموس كبير) – wieś w Syrii, w muhafazie Idlib. W 2004 roku liczyła 833 mieszkańców.